# Saverózió
Ha étkezés vagy italfogyasztás folyamán a fog felszínét savas kémhatás éri, az átmenetileg gyengítheti, puhíthatja a fogzománc kemény felületét. Ez a lágyulás a fogzománc kopásának felgyorsulásához vezethet, különösen a fogmosáskor fellépő dörzsölő hatással párosulva. A folyamatos saverózió következtében hosszú idő alatt a fogzománc elvékonyodik. A saverózió szabad szemmel nem észrevehető, azonban megfelelő fogorvosi lámpa segítségével a szakember könnyen felismeri.

## A saverózió tünetei
- Fogak túlérzékenysége forró vagy hideg ételek, italok fogyasztásakor
- Apró barázdák és repedések a fog rágófelületein
- A metszőélek áttetszővé válása
- Fogak elszíneződése (az alatta lévő lágyszövet, a dentin sárgás színe előtűnik)

## Mit lehet tenni a saverózió ellen?
Mivel a saverózió hatásai egy idő után visszafordíthatatlanná válnak, ezért különösen fontos a megelőzés. Ajánlott várni legalább egy órát a fogmosással a savas ételek és italok fogyasztása után. Kerülendő a savtartalmú italok (gyümölcslevek, szénsavas üdítők, borok, stb.) szájüregben tartása hosszabb ideig. Speciális, a saverózió ellen kifejlesztett fogkrémek használatával a meggyengült fogzománc újjáépíthető.

## Külső hivatkozás
- Sensodyne Magyarország honlapja